# Hans Petter Ødegård
Hans Petter Ødegård (* 6. Juni 1959 in Oslo) ist ein ehemaliger norwegischer Radrennfahrer und nationaler Meister im Radsport.

## Sportliche Laufbahn
Ødegård war Straßenradsportler und Teilnehmer der Olympischen Sommerspiele 1984 in Los Angeles. Im Mannschaftszeitfahren belegte der norwegische Vierer mit Dag Hopen, Hans Petter Ødegård, Arnstein Raunehaug und Morten Sæther den 10. Platz. Im olympischen Straßenrennen schied er aus.
Ødegård gewann bei den UCI-Straßen-Weltmeisterschaften 1979 beim Sieg der DDR-Mannschaft gemeinsam mit Geir Digerud, Morten Sæther und Jostein Wilmann die Bronzemedaille im Mannschaftszeitfahren.
1983 holte er erneut die Bronzemedaille im Mannschaftszeitfahren der Weltmeisterschaften. Mit ihm fuhren Dag Hopen, Terje Gjengaar und Tom Pedersen im Vierer.
1976 wurde er nationaler Meister im Straßenrennen der Junioren. Im Mannschaftszeitfahren holte er gemeinsam mit Øyvind Lauritsen, Arne Ole Vold und Gjermund Thoresen 1984 bei den Amateuren den Titel.
Im Mannschaftszeitfahren der Meisterschaften der Nordischen Länder gewann er 1979 mit Geir Digerud, Morten Sæther und Jostein Wilmann die Goldmedaille. 1980 siegte der Vierer aus Norwegen erneut, für Wilmann startete Robert Langvik. 1981 gewann Norwegen in der Zusammensetzung Stein Bråthen, Morten Sæther, Bjørn Hamre Gundersen und Hans Petter Ødegård. 1981 und 1982 gewann er jeweils den Prolog und eine Etappe im Milk Race. 1983 siegte er im Eintagesrennen Circuito Mezzanese in Italien. 1980 und 1981 siegte er im Eintagesrennen Tyrifjorden Rundt.